# دست‌بوسی

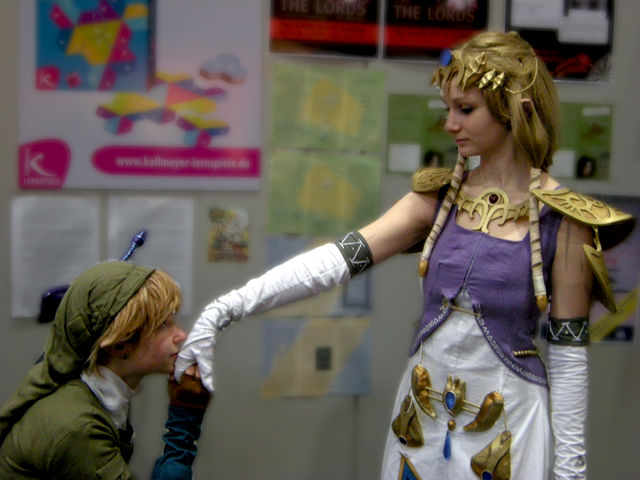
کوزپلی برای بازی افسانه زلدا

دست‌بوسی اشاره به حرکتی با قصد ادب، احترام، محبت و بزرگداشتن است که می‌تواند توسط یک مرد و زن نسبت هم، یک عاشق برای معشوق خود، یک کودک برای پدر مادر یا پدربزرگ مادربزرگ خود انجام شود.

## نگارخانه

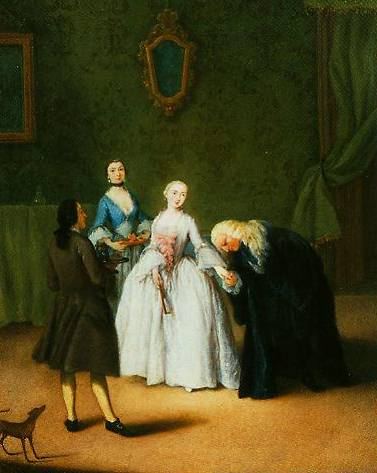